# نرسه (پسر شاپور)
نرسه (پارسی میانه: Narseh) یکی از شاهزادگان ساسانی در سده سوم میلادی در زمان حکومت شاپور یکم بود.

## زندگی

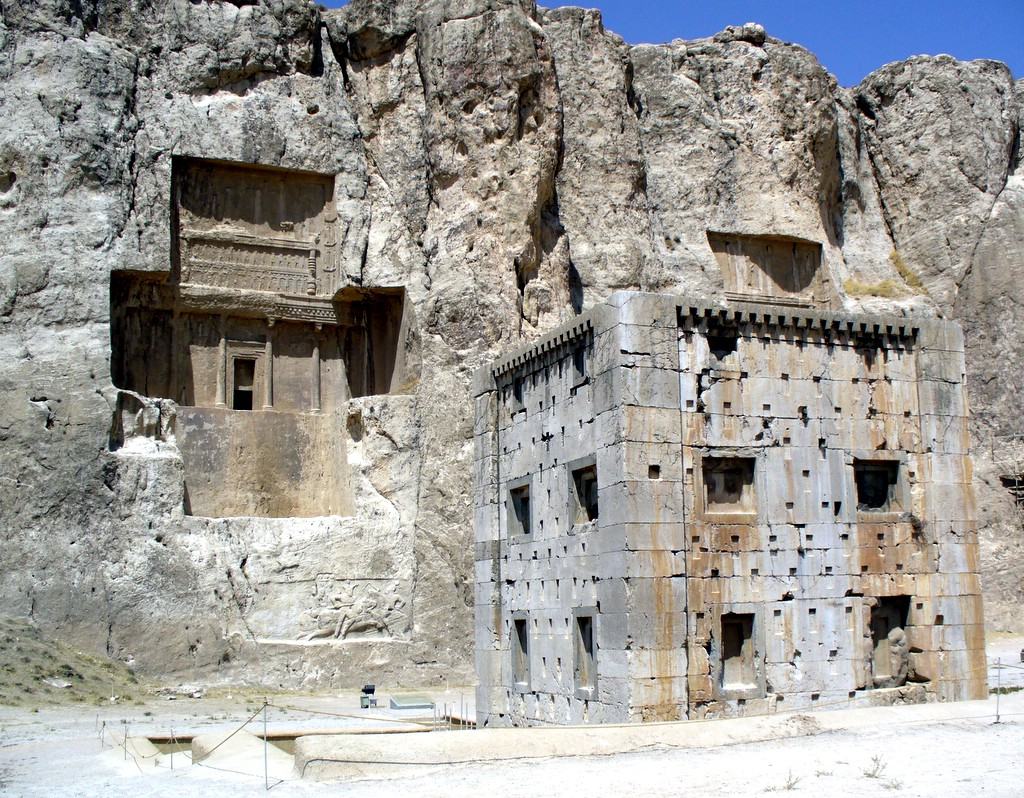
کعبه زرتشت، جایی که سنگ‌نوشته شاپور یکم حک شده‌است

از او در سنگ‌نوشته شاپور یکم بر کعبه زرتشت به عنوان شاهزاده (پارسی میانه: wispuhr) یاد شده‌است. او در این سنگ‌نوشته در میان ۶۷ نجیب‌زاده در رتبهٔ نهم قرار دارد. با توجه به عنوانش می‌توان با قطعیت گفت که نرسه یکی از اعضای خاندان سلطنتی بوده اما تشخیص اینکه او دقیقاً چه رابطه‌ای با شاهنشاه و دیگر اعضای خاندان داشته، نامشخص است.
در نسخهٔ پارسی میانه سنگ‌نوشته از او به عنوان پسر زادسپرخم (ādspraxm(a)GaN) و در نسخه‌های پارتی و یونانی یه عنوان پسر شاپور یاد شده‌است و دقیقاً مشخص نیست که کدام یک پدر نرسه بوده‌است. حتی اگر بپذیریم که نام پدر او شاپور باشد، مشخص نیست که این شاپور، شاپور یکم، شاهنشاه وقت، بوده یا شاپور پسر بابک، برادر اردشیر بابکان و عموی شاپور شاهنشاه.